# One-Day Cup (Australien)
Der australische One-Day Cup ist ein One-Day-Cricket Wettbewerb der australischen First-Class Countys, der in unterschiedlichen Formaten seit der Saison 1969/70 ausgetragen wird.

## Mannschaften
Derzeit nehmen sechs Mannschaften 
| Team              | Heimstadion              | Teilnahme seit |
| ----------------- | ------------------------ | -------------- |
| New South Wales   | Sydney Cricket Ground    | 1969/70        |
| Queensland        | The Gabba                | 1969/70        |
| South Australia   | Adelaide Oval            | 1969/70        |
| Tasmanien         | Bellerive Oval           | 1969/70        |
| Victoria          | Melbourne Cricket Ground | 1969/70        |
| Western Australia | WACA Ground              | 1969/70        |

| Team                         | Heimstadion        | Teilnahme seit | letzte Teilnahme |
| ---------------------------- | ------------------ | -------------- | ---------------- |
| Cricket Australia XI         | Allan Border Field | 2015/16        | 2017/18          |
| Australian Capital Territory | Manuka Oval        | 1997/98        | 1999/00          |
| Neuseeland                   |                    | 1969/70        | 1974/75          |

## Sieger
| - 2019/20 Western Australia - 2018/19 Victoria - 2017/18 Western Australia - 2016/17 New South Wales - 2015/16 New South Wales - 2014/15 Western Australia - 2013/14 Queensland - 2012/13 Queensland - 2011/12 South Australia - 2010/11 Victoria - 2009/10 Tasmanien - 2008/09 Queensland - 2007/08 Tasmanien - 2006/07 Queensland - 2005/06 New South Wales - 2004/05 Tasmanien - 2003/04 Western Australia |  | - 2002/03 New South Wales - 2001/02 New South Wales - 2000/01 New South Wales - 1999/2000 Western Australia - 1998/99 Victoria - 1997/98 Queensland - 1996/97 Western Australia - 1995/96 Queensland - 1994/95 Voctoria - 1993/94 New South Wales - 1992/93 New South Wales - 1991/92 New South Wales - 1990/91 Western Australia - 1989/90 Western Australia - 1988/89 Queensland - 1987/88 New South Wales - 1986/87 South Australia |  | - 1985/86 Western Australia - 1984/85 New South Wales - 1983/84 South Australia - 1982/83 Western Australia - 1981/82 Queensland - 1980/81 Queensland - 1979/80 Victoria - 1978/79 Tasmanien - 1977/78 Western Australia - 1976/77 Western Australia - 1975/76 Queensland - 1974/75 Neuseeland - 1973/74 Western Australia - 1972/73 Neuseeland - 1971/72 Victoria - 1970/71 Western Australia - 1969/70 Neuseeland |